# Undiscovered (álbum de James Morrison)
Undiscovered es el álbum debut del cantautor inglés James Morrison, lanzado el 31 de julio de 2006 en el Reino Unido. En su primera semana vendió 84.611 álbumes en el Reino Unido. Ha sido certificado con disco de oro en Australia y Nueva Zelanda y de platino en el Reino Unido. El primer sencillo del álbum fue "You Give Me Something" y "Wonderful World" el segundo. El tercer sencillo "The Pieces Don't Fit Anymore", fue lanzado el 13 de diciembre de 2006. Se vendieron 847.135 copias en el Reino Unido en 2006, con lo que alcanzaba más de 1 000 000 en marzo de 2007.

## Información del álbum
Cuando James Morrison fue a Nueva Zelanda, y apareció en "New Zealand Idol", los dos finalistas preguntaron a Morrison acerca del significado de la canción "You Give Me Something", y Morrison dijo que tenía la intención de que fuera una "dura canción de amor", Y la letra quiere decir que el protagonista de la canción no ama a la persona tanto como ella lo ama a él, pero está dispuesto a dar una oportunidad a la relación. 
La canción "Better Man" fue tocada en un episodio de la serie What About Brian?, y Grey's Anatomy. La canción "You Give Me Something" apareció en un episodio de Ugly Betty y también en la película "La boda de mi novia" de 2008. La canción "This Boy" apareció en un episodio de One Tree Hill.
La canción "Under the Influence" apareció en la película "27 dresses".

## Lista de canciones
Lista de canciones
| #   | Título                       | Compositor                                   | Duración |
| --- | ---------------------------- | -------------------------------------------- | -------- |
| 1.  | Under the Influence          | James Morrison, Jimmy Hogarth, Steve McEwan  | 4:07     |
| 2.  | You Give Me Something        | James Morrison, Eg White                     | 3.33     |
| 3.  | Wonderful World              | James Morrison, Eg White                     | 3:30     |
| 4.  | The Pieces Don't Fit Anymore | James Morrison, Martin Brammer, Steve Robson | 4:17     |
| 5.  | One Last Chance              | James Morrison, Tim Kellett, Kevin Andrews   | 4:47     |
| 6.  | Undiscovered                 | James Morrison, Martin Brammer, Steve Robson | 3:29     |
| 7.  | The Letter                   | James Morrison, Wayne Hector, David Frank    | 3.14     |
| 8.  | Call the Police              | James Morrison, Eg White                     | 3:46     |
| 9.  | This Boy                     | James Morrison, Tim Kellett                  | 3:54     |
| 10. | If the Rain Must Fall        | James Morrison, Martin Terefe                | 4:05     |
| 11. | The Last Goodbye             | James Morrison, Jimmy Hogarth, Steve McEwan  | 5:12     |

Lista de canciones en el Reino Unido
| #   | Título     | Compositor     | Duración |
| --- | ---------- | -------------- | -------- |
| 12. | How Come   | James Morrison | 3:26     |
| 13. | Better Man | James Morrison | 3:45     |

Lista de canciones en Estados Unidos
| #   | Título                       | Compositor                                   | Duración |
| --- | ---------------------------- | -------------------------------------------- | -------- |
| 1.  | Under the Influence          | James Morrison, Jimmy Hogarth, Steve McEwan  | 4:07     |
| 2.  | You Give Me Something        | James Morrison, Eg White                     | 3.33     |
| 3.  | Wonderful World              | James Morrison, Eg White                     | 3:30     |
| 4.  | The Pieces Don't Fit Anymore | James Morrison, Martin Brammer, Steve Robson | 4:17     |
| 5.  | One Last Chance              | James Morrison, Tim Kellett, Kevin Andrews   | 4:47     |
| 6.  | Undiscovered                 | James Morrison, Martin Brammer, Steve Robson | 3:29     |
| 7.  | The Letter                   | James Morrison, Wayne Hector, David Frank    | 3.14     |
| 8.  | Call the Police              | James Morrison, Eg White                     | 3:46     |
| 9.  | This Boy                     | James Morrison, Tim Kellett                  | 3:54     |
| 10. | Better Man                   | James Morrison, Martin Terefe                | 4:05     |
| 11. | The Last Goodbye             | James Morrison, Jimmy Hogarth, Steve McEwan  | 5:12     |